# Jumanji
Jumanji este un film fantastic de aventură din 1995, regizat de Joe Johnston, după un scenariu de Greg Taylor, Jonathan Hensleigh și Jim Strain. În rolurile principale sunt: Robin Williams, Kirsten Dunst, David Alan Grier, Bonnie Hunt, Jonathan Hyde și Bebe Neuwirth. Filmul este o adaptare după cartea omonimă pentru copii, din 1981, scrisă de Chris Van Allsburg. Povestea este despre un joc supranatural care aducea în lumea reală animale, vegetație și alte obiecte din junglă când cineva arunca cu zarurile. Efectele speciale au fost produse cu ajutorul graficii de pe calculator și animații create de "Industrial Light & Magic".
Filmul este dedicat lui Stephen L. Price (1960 - 1995), supervizorul efectelor vizuale din Jumanji.
Jumanji a fost filmat în Keene, New Hampshire, deși povestea este prezentată în orașul fictiv Brantford. Filmări adiționale au avut loc în Vancouver, British Columbia. Jumanji a fost lansat pe decembrie 1995. În pofida unei recepții critice lipsită de entuziasm, filmul a fost un succes la box office, câștigând 262.797.249 $ la nivel mondial, față de un buget de aproximativ 65 milioane $, fiind astfel filmul cu cele mai mari încasări din 1995. În 2005 a fost lansat un sequel fidel al lui Jumanji, denumit Zathura; de asemenea, fiind adaptat după cartea lui Van Allsburg.
Numele filmului și al cărtii provine din limba zulușilor, ce înseamnă "efecte multe", "consecințe multe" sau "mai multe efecte dimpreună"   .

## Povestea
Când tânărul Allan Parrish descoperă misteriosul joc, el nu realizează puterea de neînchipuit a acestuia, pâna când este aruncat în timp sub privirea prietenei lui, Sarah într-o junglă de temut ce aparține jocului JUMANJI.
26 de ani mai târziu el este eliberat din joc cu ajutorul neașteptat a doi copii care au rostit pe litere cuvintele ce aparțineau acestui joc.
Allan (Robin Williams) se reîntâlnește cu Sarah (Bonnie Hunt) și împreună cu Judy (Kirsten Dunst) și cu Peter (Bradley Pierce) încearcă să scape din forțele puternice ale jocului din această aventură fantastică.

## Distribuție

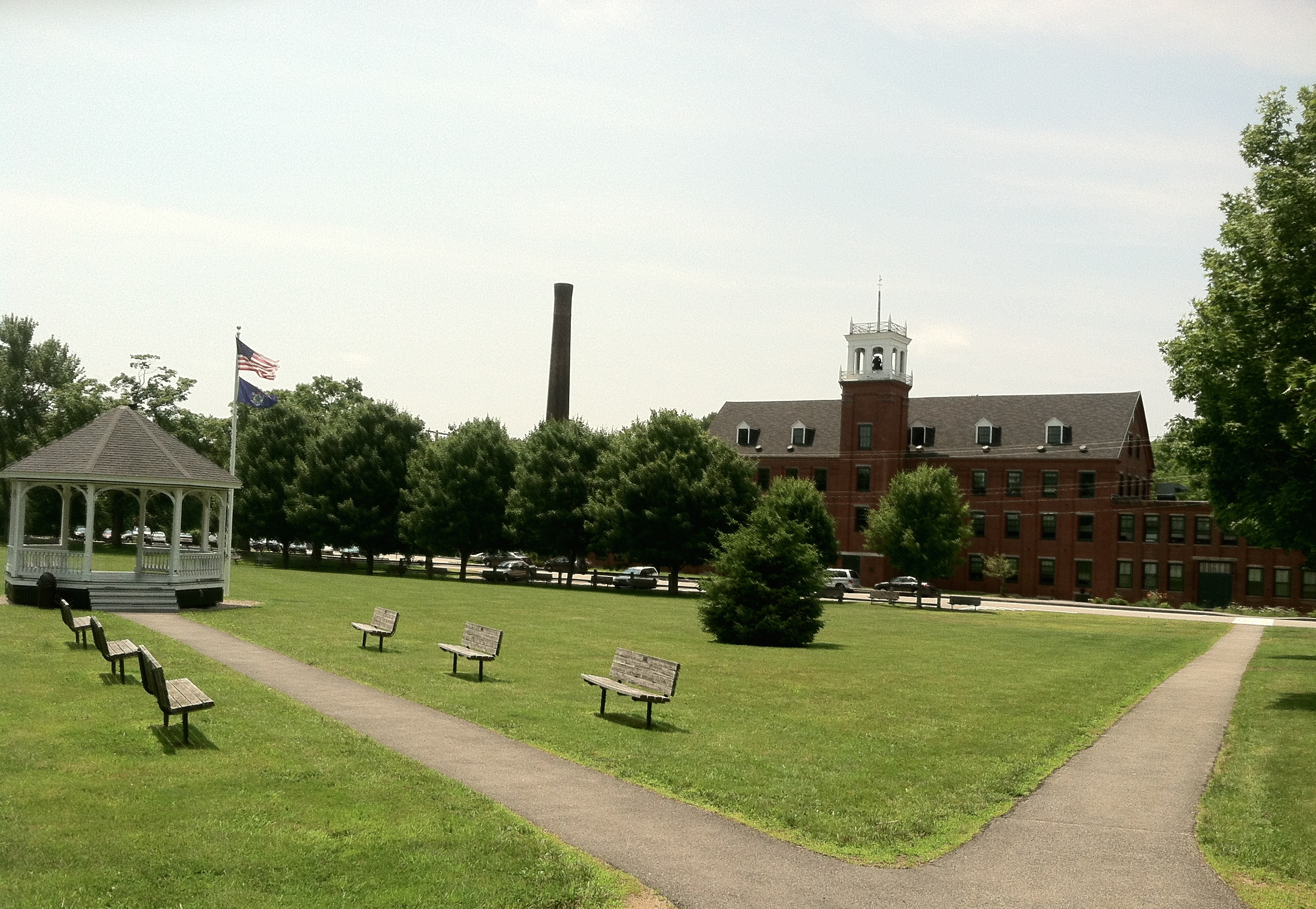
Olde Woolen Mill din North Berwick, Maine a servit drept loc pentru Fabrica de încălțăminte Parrish din film.

- Robin Williams în rolul lui Alan Parrish
- Bonnie Hunt în rolul lui Sarah Whittle
- Kirsten Dunst în rolul lui Judy Shepherd
- Bradley Pierce în rolul lui Peter Shepherd
- David Alan Grier în rolul lui Carl Bentley
- Jonathan Hyde în rolul lui Sam Parrish și Van Pelt
- Bebe Neuwirth în rolul lui Nora Shepherd
- Adam Hann-Byrd în rolul lui Alan Parrish tânăr
- Laura Bell Bundy în rolul lui Sarah Whittle tânără
- Malcolm Stewart în rolul lui Jim Shepherd
- Annabel Kershaw în rolul lui Martha Shepherd
- Patricia Clarkson în rolul lui Carol-Anne Parrish

## Coloana sonoră
Toate melodiile sunt compuse de James Horner.
| Track listing   |                             |         |  |
| Nr.             | Titlu                       | Lungime |  |
| 1.              | „Prologue and Main TItle”   | 3:42    |  |
| 2.              | „First Move”                | 2:20    |  |
| 3.              | „Monkey Mayhem”             | 4:42    |  |
| 4.              | „A New World”               | 2:40    |  |
| 5.              | „"It's Sarah's Move"”       | 2:36    |  |
| 6.              | „The Hunter”                | 1:56    |  |
| 7.              | „Rampage Through Town”      | 2:28    |  |
| 8.              | „Alan Parrish”              | 4:18    |  |
| 9.              | „Stampede!”                 | 2:12    |  |
| 10.             | „A Pelican Steals the Game” | 1:40    |  |
| 11.             | „The Monsoon”               | 4:48    |  |
| 12.             | „"Jumanji"”                 | 11:47   |  |
| 13.             | „End Titles”                | 5:55    |  |
| Lungime totală: | Lungime totală:             | 51:04   |  |

Piese comerciale din film, dar neincluse în soundtrack
- "Una Voce Poco Fa"
  - Scrisă de Gioacchino Rossini
  - Interpretată de Agnes Baltsa and the Vienna Symphony
  - Orchestra and Chorus conducted by Ian Marin
- "Night & Day"
  - Scrisă de Cole Porter
- "Serenade in D, Op. 44"
  - Composed by Antonín Dvořák
  - Interpretată de Academy of St. Martin-in-the-Fields
  - Conducted by Neville Marriner
- "Locomotive Breath"
  - Scrisă de Ian Anderson
  - Interpretată de Jethro Tull
- "The Ballad of Gilligan's Isle" (Theme from Gilligan's Island)
  - Scrisă de Sherwood Schwartz & George Wyle

## Vezi și
- Jumanji: Aventură în junglă (2017)